# Moussa Sidibé
Moussa Sidibé (Bamako, Malí, 21 de noviembre de 1994) es un futbolista malí que juega en la demarcación de centrocampista en el Persis Solo de la Liga 1 de Indonesia.

## Trayectoria
Moussa llegó a la península en 2013 en edad juvenil para jugar en el Calasanz de Soria, para después enrolarse con 19 años en el modesto Sociedad Deportiva Almazán de Soria en Tercera División. 
Posteriormente pasaría entre otros, por el C. D. Ebro, U. D. Ibiza, C. D. Guadalajara, Algeciras C. F., todos ellos compitiendo por su paso en la Tercera División. 
En la temporada 2017-18 jugó durante la primera vuelta en el Club Deportivo Guadalajara y en el mercado de invierno reforzó al conjunto del Algeciras C. F., sin lograr el objetivo del ascenso a la Segunda División B.
En la temporada 2018-19 jugó en las filas de la U. E. Llagostera, con los que anotó 11 goles en los 39 partidos que disputó, logrando el ascenso a la Segunda División B. La campaña siguiente se fue al Fútbol Club Andorra.
El 10 de agosto de 2020 se unió a la S. D. Ponferradina en la que sería su primera experiencia en la Segunda División. Con escasa presencia en la primera parte de la temporada, el 31 de enero del año siguiente fue cedido al Córdoba C. F. La campaña siguiente tampoco se quedó en Ponferrada y en la tramo final del periodo de traspasos fue cedido a la U. E. Costa Brava.
El 21 de enero de 2022 rescindió su contrato con el equipo berciano y días después firmó por el Johor Darul Takzim F. C. de Malasia. Este equipo lo cedió a finales de año al Ratchaburi F. C. tailandés. Para la temporada 2023-24 siguió por el sudeste asiático al unirse al Persis Solo indonesio.

## Clubes
| Club                       | País      | Año       |
| -------------------------- | --------- | --------- |
| S. D. Almazán              | España    | 2013-2014 |
| C. D. Ebro                 | España    | 2014      |
| U. D. Montecarlo           | España    | 2014-2015 |
| Benferri C. F.             | España    | 2015-2016 |
| U. D. Ibiza                | España    | 2016-2017 |
| C. D. Guadalajara          | España    | 2017      |
| Algeciras C. F.            | España    | 2018      |
| U. E. Llagostera           | España    | 2018-2019 |
| F. C. Andorra              | Andorra   | 2019-2020 |
| S. D. Ponferradina         | España    | 2020-2022 |
| Córdoba C. F. (cedido)     | España    | 2021      |
| U. E. Costa Brava (cedido) | España    | 2021-2022 |
| Johor Darul Takzim F. C.   | Malasia   | 2022-2023 |
| Ratchaburi F. C. (cedido)  | Tailandia | 2023      |
| Persis Solo                | Indonesia | 2023-     |

## Palmarés

### Títulos nacionales
| Título               | Club                     | País    | Año  |
| -------------------- | ------------------------ | ------- | ---- |
| Copa FA Malasia      | Johor Darul Takzim F. C. | Malasia | 2022 |
| Superliga de Malasia | Johor Darul Takzim F. C. | Malasia | 2022 |
| Copa de Malasia      | Johor Darul Takzim F. C. | Malasia | 2022 |